# Philippe Ier de Schaumbourg-Lippe
Philippe Ier est né à Lemgo le 18 juillet 1601 et mort le 10 avril 1681. Il est le premier comte de Schaumbourg-Lippe, de 1640 à sa mort.

## Biographie
Onzième enfant et fils cadet de Simon VI de Lippe (1555-1613) et de sa second femme, la comtesse Élisabeth de Holstein-Schaumbourg (1566-1638), il est le fondateur de la lignée de Schaumbourg-Lippe de la maison de Lippe.
À la suite de la mort de son père, Philippe devient comte de Lippe-Alverdissen, seigneur de Lipperode et Uhlenbourg en 1613. Il s'agissait de petits paréages du comté de Lippe. Ce dernier comté lui-même est tombé à son frère aîné Simon VII de Lippe.
Le comté de Schaumbourg-Lippe est fondée quelques années avant la fin de la guerre de Trente Ans, lorsque le prince Otto VI de Schaumbourg et Holstein meurt sans héritiers. Sa mère Élisabeth (1592–1646), née comtesse de Lippe et sœur de Philippe, devient régente temporaire du comté de Schaumbourg. En 1640, le comté est partagé entre deux héritiers : Philippe de Lippe-Alverdissen hérite d'environ la moitié nord du territoire du comté, tandis que l'autre moitié revient au landgrave de Hesse-Cassel. (Il faudra attendre 1977 pour que les deux parties du pays soient réunies dans l'actuel Arrondissement de Schaumbourg en Basse-Saxe.)
Philippe porte les titres de comte de Schaumbourg, de Lippe et de Sternberg. Le nom des territoires qu'il gouvernait évoluent en comté de Schaumbourg-Lippe. Alors que son père se convertit au calvinisme et que la religion officielle du comté de Lippe doit suivre, le fils reste avec la dénomination luthérienne telle qu'elle avait été introduite dans les deux comtés depuis la Réforme dans les années 1520. Il règne sur le comté jusqu'à sa mort. Son fils Frédéric-Christian lui succède, tandis que son second fils, Philippe-Ernest, reçoit le paréage de Lippe-Alverdissen.
Le représentant le plus célèbre de la famille, le maréchal Guillaume, comte de Schaumburg-Lippe est l'un de ses descendants.

## Mariage et descendance
Philippe se marie le 13 octobre 1644 à Stadthagen avec Sophie de Hesse-Cassel (1615-1670), fille du landgrave Maurice de Hesse-Cassel. Ils ont dix enfants :
- Élisabeth (1646-1646) ;
- Sophie (1648-1671) ;
- Jeanne-Dorothée (1649-1696) qui épouse en 1664 Jean-Adolphe de Bentheim-Tecklenbourg;
- Louise (1650-1731) qui épouse en 1676 Auguste de Schleswig-Holstein-Sonderbourg-Beck;
- Guillaume-Bernard (1651-1651) ;
- Élisabeth-Philippine (1652-1703) qui épouse en 1676 Philippe Christophe de Breunner to Asparn ;
- Charlotte-Julienne (1658-1684) qui épouse en 1676 Jean-Henri de Kuefstein ;
- Frédéric-Christian (1655-1728), comte de Schaumbourg-Lippe ;
- Charles-Hermann (1656-1657) ;
- Philippe-Ernest (1659-1723), comte de Lippe-Alverdissen.